# Stories (Rick Wakeman)
Stories is een muziekalbum van Rick Wakeman uit 2002; het maakt deel uit van de Treasure Chest Box en is in tegenstelling tot de andere delen daaruit niet los verkrijgbaar. Het album bevat registratie(s) van solo-optredens waarbij hij het principe hanteerde van een “praatje bij een plaatje”, in dit geval een praatje bij een compositie.

## Musici
- Rick Wakeman – toetsinstrumenten

## Tracklist
| Nr. | Titel              | Duur |
| --- | ------------------ | ---- |
| 1.  | Knickers           | 4:24 |
| 2.  | St. Giles          | 3:46 |
| 3.  | The Chop           | 3:28 |
| 4.  | Countdown One      | 1:15 |
| 5.  | Countdown Two      | 6:08 |
| 6.  | Postman Pat        | 3:24 |
| 7.  | Hotels             | 3:07 |
| 8.  | Jethro Tull        | 3:27 |
| 9.  | Grass Skirts       | 4:11 |
| 10. | Wrong Number       | 1:44 |
| 11. | Siamese Twin       | 2:06 |
| 12. | Albert             | 3:39 |
| 13. | After the Balls up | 5:34 |

## Bron
- Wakeman

Cd 1 = The Real Lisztomania ·
Cd 2 = The Oscar Concert ·
Cd 3 = The Missing Half ·
Cd 4 = Almost Classical ·
Cd 5 = The Mixture ·
Cd 6 = Medium Rare ·
Cd 7 = Journey to the Centre of the Earth plus ·
Cd 8 = Stories